# خط لوله ایران-اسرائیل

نقشه خط لوله

خط لولهٔ ایران-اسرائیل یا خط لولهٔ ایلات-اشکلون، یک خط لولهٔ انتقال نفت در اسرائیل است که از خلیج عقبه در دریای سرخ تا دریای مدیترانه امتداد دارد. این خط لوله که ۲۵۴ کیلومتر طول دارد، به هدف انتقال نفت خام از ایران به اسرائیل و اروپا ساخته شده‌است. تا قبل از انقلاب ۵۷ نیز، این خط لوله، مسیری برای انتقال نفت ایران به اسرائیل و اروپا بود. در اوج فعالیت خط لوله، هر سال حدود ۳۰ میلیون تن نفت ایران از این لوله به سوی اروپا صادر می‌شد.
خط لولهٔ ایران-اسرائیل در سال ۱۹۶۹، به صورت مشترک توسط ایران و اسرائیل ساخته شد. ایران سهم ۵۰ درصدی در ساخت و مالکیت این خط لوله دارد. اگرچه بعد از انقلاب ۵۷ و برهم خوردن روابط ایران و اسرائیل، ایران نتوانسته از سهم خود استفاده کند. پس از انقلاب اسلامی، اسرائیل از مسیر بالعکس خط لوله ایلات- اشکلون، یعنی از اشکلون به ایلات، برای انتقال نفت روسیه و مناطق قفقاز استفاده کرده‌است؛ این مسیر بالعکس، به‌ویژه در همکاری دو کشور اسرائیل و جمهوری آذربایجان نیز مورد استفاده بوده‌است.
پس از توافقنامه صلح اسرائیل–امارات متحده عربی، کشور امارات قصد دارد با استفاده از این خط لوله، نفت خود را به اروپا صادر کند.

## دعوی حقوقی
پس از ۲ دهه داوری و قضاوت، دادگاه سوئیس در سال ۲۰۱۶ حکم داد که اسرائیل برای توقیف این خط لوله، بیش از یک میلیارد دلار به ایران باید پرداخت بکند.